# Ciclo tebano
Se denomina ciclo tebano (Θηβαϊκὸς Κύκλος, thēbaïkós kýklos) al conjunto de tres poemas de la Época Arcaica de Grecia (los poemas se suelen datar entre los siglos VIII y VII a. C.) que narraban la sucesión de acontecimientos en la leyenda en torno al personaje de Edipo y a la posterior guerra entre tebanos y argivos. 
Los poemas que comprendían este ciclo son tres: Edipodia (Οἰδιπόδεια), Tebaida (Θηβαΐς) y Epígonos (Ἐπίγονοι). Se discute si otro poema perdido llamado Alcmeónida (Ἀλκμαιωνίδα) debe ser incluido en el ciclo. 
Ninguno de estos poemas se ha conservado. Solo se conocen unos pocos fragmentos a partir de los cuales puede hacerse una aproximación al esquema básico con la ayuda de otros poemas paralelos o posteriores y de tragedias de la Época Clásica. 
Las tragedias cuyos argumentos están basados en el ciclo tebano son:
- Los siete contra Tebas (Esquilo)
- Edipo Rey (Sófocles)
- Edipo en Colono (Sófocles)
- Antígona (Sófocles)
- Las Suplicantes (Eurípides)
- Las Fenicias (Eurípides)

## Edipodia

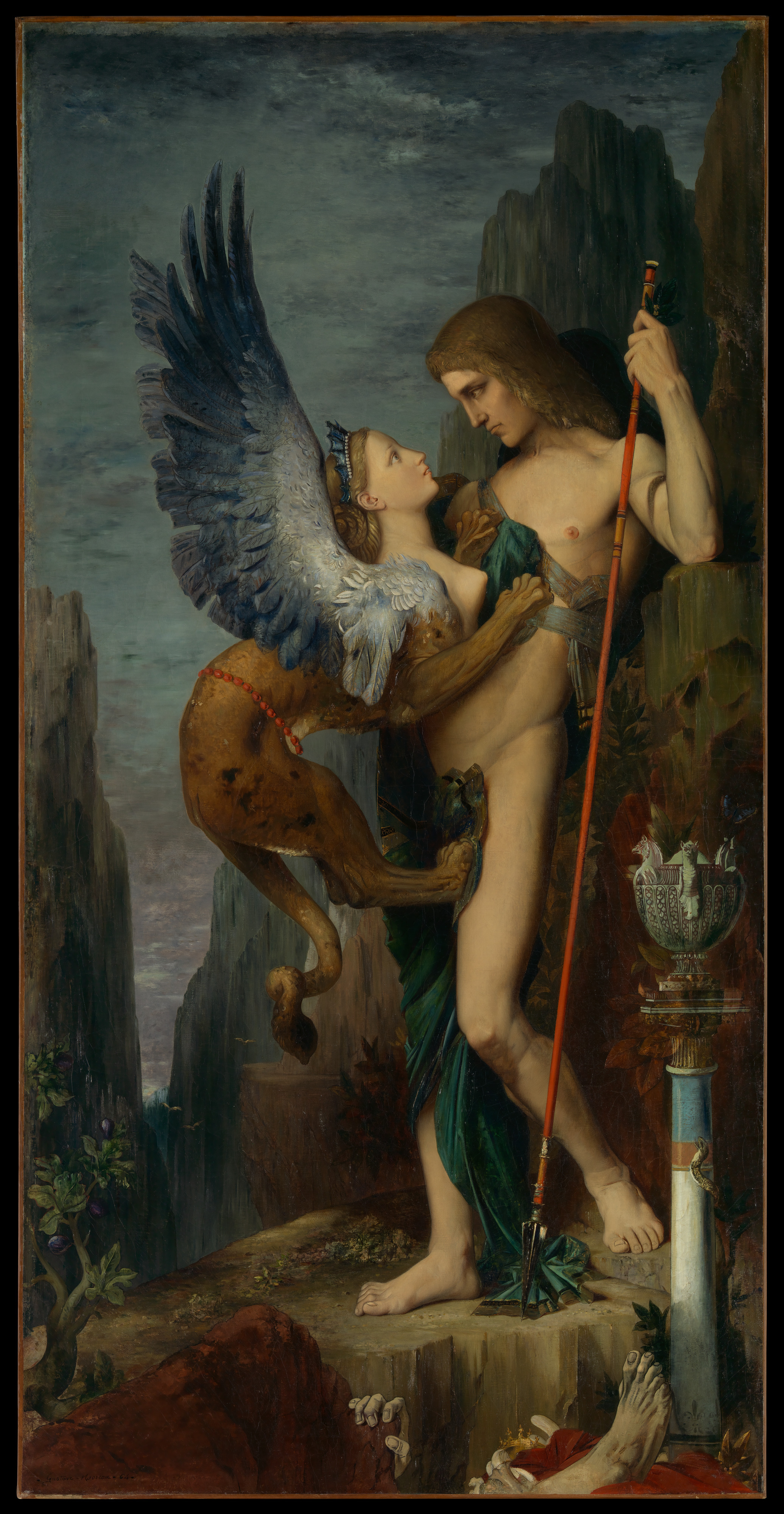
Gustave Moreau: Edipo y la Esfinge (Œdipe et le Sphinx, 1864).

Según la tábula borgiana, la Edipodia (Οἰδιπόδεια) tenía 6600 versos y su autor fue Cinetón de Esparta.
Edipo fue abandonado cuando era niño por sus padres Layo (hijo de Lábdaco y rey de Tebas) y Epicasta (Yocasta en la tradición posterior) por motivos que no están claros, pero sobrevivió y fue encontrado, acogido y criado por Pólibo y Peribea, reyes de Corinto, como si fuera su propio hijo.
Posiblemente continuara contando como, años después, Layo se enamora del joven Crisipo, hijo de Pélope, lo rapta y lo viola. Crisipo, por vergüenza, se suicida. Sin embargo, algunos estudiosos creen que el rapto de Crisipo por Layo es una innovación de Eurípides y por tanto no debía aparecer en la Edipodia.
Entonces Hera, encolerizada, envía la Esfinge —un monstruo— a Tebas, a cuya población aterroriza. El adivino Tiresias aconseja a Layo que haga sacrificios para aplacar la cólera de los dioses pero él prefiere ir a consultar el oráculo. 
En un incidente ocurrido en el camino hacia el oráculo Layo es muerto por Edipo (ignorando que se trata de su padre).
Edipo llega luego a Tebas, derrota a la Esfinge y como premio los tebanos (o bien Creonte, el hermano de Epicasta) lo eligen como rey, casándole con la viuda de Layo, es decir, Epicasta (la propia madre de Edipo aunque él lo ignoraba). Tras descubrir el incesto en que ambos habían incurrido, Epicasta se suicida tras maldecir a su hijo.
Edipo sigue reinando en Tebas y se casa nuevamente, esta vez con Eurigania y tuvieron cuatro hijos: Eteocles, Polinices, Antígona e Ismene.
Edipo muere en Tebas (a diferencia de la tradición posterior, que lo hacía morir en Colono).

## Tebaida

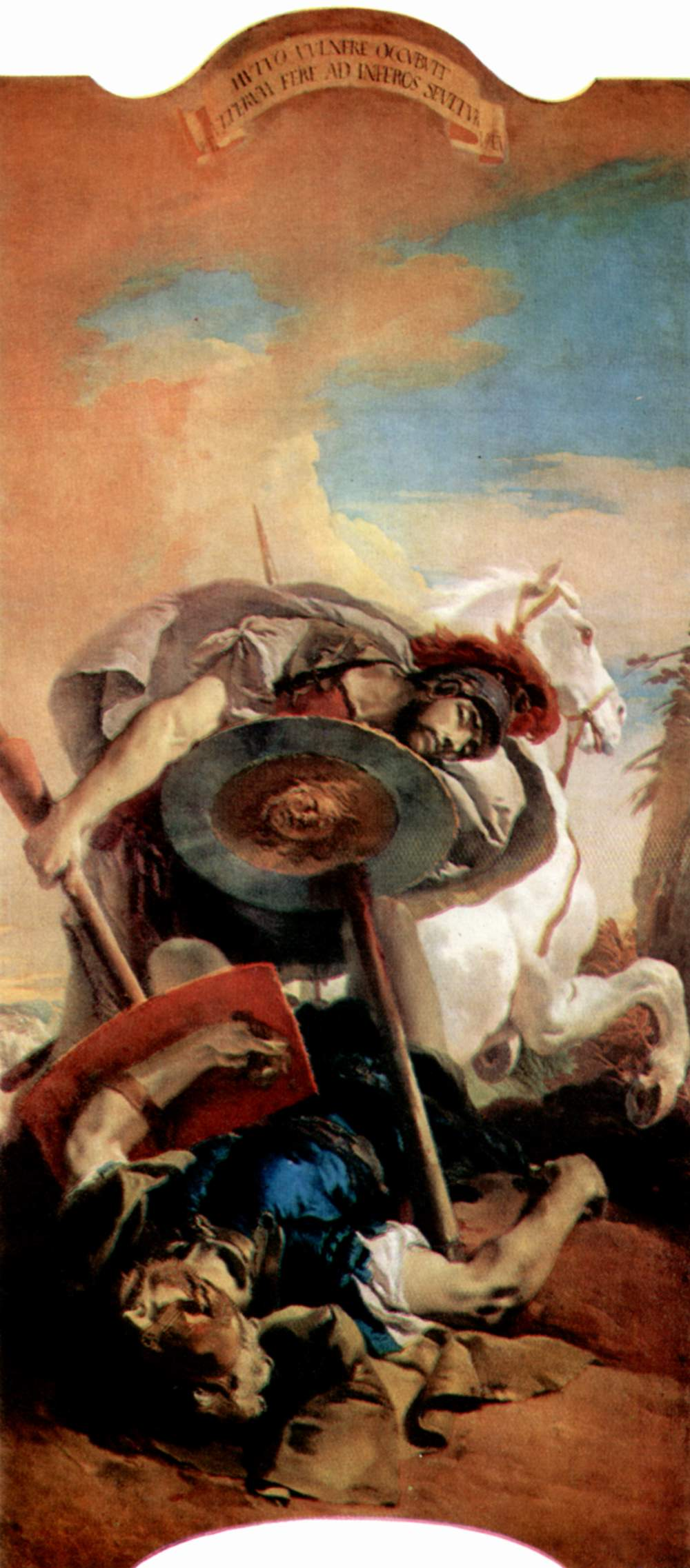
Giovanni Battista Tiepolo: Eteocles y Polinices (Eteocle e Polinice, ca. 1725 - 1730).

Según la tábula borgiana, el autor de la Tebaida (Θηβαΐς) era de la ciudad de Mileto; pero no se ha conservado su nombre.
Cuenta el poema que el origen de la guerra en la que los soldados de Argos sitiaron Tebas estuvo en las maldiciones que lanzó Edipo contra sus hijos Eteocles y Polinices: la primera, por recordarle Polinices a Edipo el parricidio que había cometido; y la segunda, por un motivo que no está claro. En la primera maldición, Edipo maldijo a sus hijos con una guerra fratricida; y en la segunda, que se matarían el uno al otro. 
Eteocles y Polinices deciden gobernar Tebas un año cada uno, pero al transcurrir el primer año Eteocles no quiere ceder el turno a Polinices y lo destierra. 
Polinices llega a Argos, y tiene allí una disputa con Tideo, que había sido exiliado de Calidón, pero Adrasto, rey de Argos, los separa, los casa con sus hijas y les promete ayudarles a recuperar sus reinos.
Emprenden la guerra contra Tebas, aunque Anfiarao, el adivino, previendo el desastre, no quiere ir a la lucha. Sin embargo finalmente acude a la guerra incitado por su esposa Erífila, la cual había sido previamente sobornada con el collar de Harmonía.
Las fuerzas de Argos ponen sitio a Tebas. Durante el sitio mueren todos los capitanes de las tropas argivas en diversas circunstancias excepto Adrasto, que sobrevive y huye en su caballo Arión. Polinices y Eteocles se dan muerte el uno al otro.
El poeta latino Estacio compuso un poema llamado Tebaida con un argumento basado en el homónimo de este ciclo.

## Epígonos
Según un escolio a Aristófanes, el autor de la obra llamada Epígonos (Ἐπίγονοι) fue Antímaco de Teos.
Se cuenta una nueva expedición contra Tebas, gobernada por Laodamante, el hijo de Eteocles, organizada por Argos y capitaneada esta vez por los hijos de los capitanes de la primera expedición, junto con Adrasto. 
En esa ocasión, los argivos derrotan a los tebanos.
Probablemente se narraría también la muerte del adivino tebano Tiresias.

## Historicidad del Ciclo tebano
La posibilidad de estas guerras tebanas descritas por la tradición tengan un trasfondo histórico ha sido motivo de debate. Al respecto se ha argumentado la no historicidad de la segunda expedición, cuyo propósito consistiría en enlazar la primera expedición con la guerra de Troya.
Sin embargo, la arqueología parece apoyar que la primera destrucción de la ciudadela de Tebas en época micénica fue causada por un enfrentamiento bélico y es posible que la leyenda conserve un recuerdo del mismo. Por otra parte, la arqueología también ha constatado la importancia de Tebas por ser sede del palacio de un reino micénico. Contaba con murallas defensivas de hasta cinco metros de altura, aunque no se haya podido confirmar la existencia de las siete puertas mencionadas en la leyenda del asalto a las murallas de Tebas. 
Por otra parte, determinados nombres de los personajes de la leyenda, como el de Yocasta o el de Eteocles, tienen un origen micénico mientras que otros, como el de Lábdaco, se originaron en una época posterior. El oráculo de Delfos también debió agregarse a la leyenda en un momento histórico posterior.